# Tschermakita
La tschermakita es un mineral de la clase de los inosilicatos, y dentro de esta pertenece al llamado “grupo de los anfíboles”. Fue descubierta en 1945 en Noruega, siendo nombrada así en honor de Gustav Tschermak von Sessenegg, mineralogista austriaco.

## Características químicas
Es un aluminosilicato hidroxilado de calcio, magnesio, aluminio y hierro. Perteneciente al grupo de los anfíboles cálcicos, su estructura molecular es un clinoanfíbol con dos cadenas periódicas de tetraedros de sílice.
Forma una serie de solución sólida con la ferrotschermakita (Ca2[(Fe2+)3AlFe3+](Si6Al2)O22(OH)2), en la que la sustitución gradual del magnesio por hierro va dando los distintos minerales de la serie.
Además de los elementos de su fórmula, suele llevar como impurezas: titanio, manganeso, sodio, potasio y agua.

## Formación y yacimientos
Aparece en eclogitas y otras rocas ígneas ultramáficas, así como en rocas metamórficas de grado medio a alto de metamorfismo. típicamente en anfibolitas. 
Suele encontrarse asociado a otros minerales como: cianita o granates.